# Musée Théodore-Deck
Situé au cœur du centre historique de Guebwiller, le musée Théodore-Deck et des pays du Florival expose la plus grande collection publique de céramiques de Théodore Deck. Le musée est aussi consacré au patrimoine culturel et naturel de la région de Guebwiller.

## Présentation
Le musée Théodore-Deck et des pays du Florival est consacré à Théodore Deck. Né à Guebwiller en 1823, il a d'abord suivi une formation de maître poêlier avant d'ouvrir une manufacture de faïences d’art à Paris. Déjà de son vivant, Théodore Deck a acquis une renommée mondiale grâce à ses innovations techniques, notamment le bleu Deck, ce fameux bleu turquoise auquel il a donné son nom.
Les décors de ses plats et de ses vases, inspirés par la Renaissance, l’Orient ou l’Asie, sont souvent nés de la collaboration du céramiste avec de nombreux peintres et sculpteurs.
Ce Musée de France possède également une des plus belles collections minéralogiques de la région. Enfin, il offre un aperçu de l’histoire de la ville, des vestiges de la principauté de Murbach à l’évocation du développement industriel de la cité au XIXe siècle.

## Histoire du musée
La création du musée du Florival remonte à 1933, même si un projet de musée avait déjà vu le jour dans les années 1860, sans aboutir. Il est né à l’instigation de Charles Wetterwald, spécialiste de l’histoire locale et premier conservateur du musée. La gestion de l’établissement est confiée à la Société d’histoire et du musée du Florival, créée en même temps que le musée. La vocation première du musée est alors de regrouper « tous les objets ayant trait à l’art, à l’histoire et à la littérature, ou ayant un intérêt artistique, historique ou archéologique, scientifique ou documentaire, et tout spécialement ceux se rattachant à l’histoire de la ville de Guebwiller et de ses environs ». Le musée ouvre dans une salle de l’école de garçons de la ville haute et présente une collection de souvenirs de guerre, d’art religieux et d’art populaire.
Au cours de la Seconde Guerre mondiale, les collections, au gré des évacuations et des déménagements, subissent des pertes. Le musée rouvre en 1953 à l’étage supérieur du chœur de l’ancienne église des Dominicains. En 1984, l’accroissement et l’enrichissement des collections conduit au déménagement du musée dans l’ancien Grand Doyenné, construit au XVIIIe siècle pour les chanoines de l'abbaye de Murbach.
La collection de faïences de Théodore Deck prend alors une place grandissante au sein du musée, à la faveur d’importantes donations et d’une politique d’acquisition active. En 2009, le musée du Florival devient le musée Théodore-Deck et des pays du Florival. Placé sous la tutelle de la municipalité, le musée a bénéficié depuis 2016 de plusieurs campagnes de travaux de rénovation.

## Les collections

### L'histoire locale

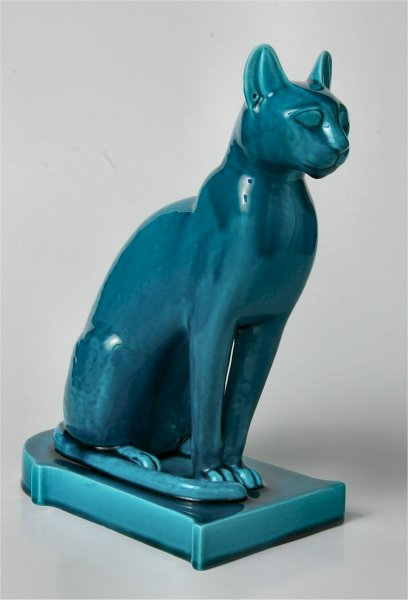
Théodore Deck, statuette représentant la déesse Bastet, fin du XIXe siècle, faïence, Guebwiller, musée Théodore-Deck

La première collection du musée, constituée au départ par Charles Wetterwald, passionné d’histoire locale et premier conservateur du musée, est centrée autour des souvenirs de la Première Guerre mondiale et des objets issus du patrimoine local. Dès l’ouverture du musée en 1933, la collection d’art religieux provenant de la région de Guebwiller constitue l’un des points forts du musée. Elle comporte plusieurs œuvres remarquables provenant de l’ancienne église des Dominicains, dont la Vierge à l’Enfant des Dominicains, une pièce majeure de la sculpture rhénane de la fin du XIIIe siècle. Cette collection a été enrichie dans les années 1980 par un important dépôt du conseil de fabrique de l’église Notre-Dame de Guebwiller. Des archives et des objets d'art liés à l'activité de l’abbaye de Murbach aux XVIIe et XVIIIe siècles et des œuvres du sculpteur baroque Fidèle Sporer ont ainsi rejoint les collections.

### La collection Deck
Depuis les années 1980, la collection de faïences de Théodore Deck s’est considérablement étoffée, grâce à des acquisitions et d’importantes donations et dépôts de collectionneurs privés. Elle représente aujourd’hui près de 600 pièces, ce qui en fait la plus importante collection publique en France. Des pièces uniques, comme une statue monumentale représentant Bernard Palissy, côtoient des vases et jardinières produits en petite série. Le musée conserve également une remarquable série d’assiettes peintes par les artistes collaborant avec les ateliers Deck : Albert Anker, Émile-Auguste Reiber, Eugène Gluck, Sophie Schaeppi, Eléonore Escallier, François Ehrmann, etc. Deux exceptionnels décors muraux de carreaux de faïence, commandés à Théodore Deck à la fin du XIXe siècle par des industriels guebwillerois pour décorer leur villa, ont été remontés dans les salles du musée.

### Les richesses du sous-sol

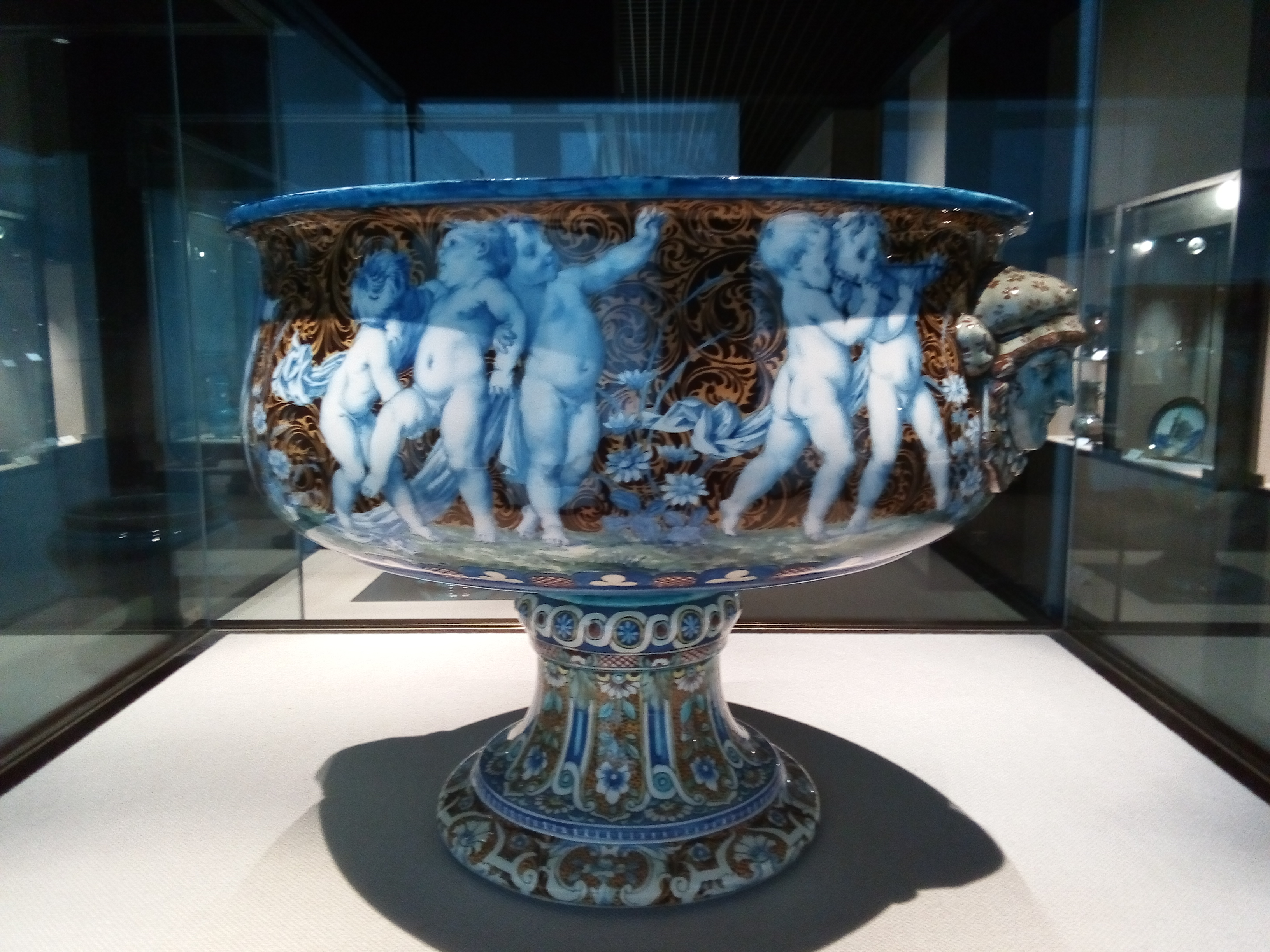
Théodore Deck et Jules-Antoine Legrain, Coupe "Ronde d'amours", dernier tiers du XIXe siècle, faïence, Guebwiller, musée Théodore-Deck

La collection de minéralogie, rassemblée des minéralogistes de la région, est l’une des plus riches et des plus complètes d’Alsace. Elle offre un aperçu de la variété et de la richesse du sous-sol vosgien. Le musée expose également un ensemble de vestiges archéologiques remontant aux premiers temps d’occupation de la vallée de la Lauch.

### Le patrimoine viticole et industriel
Le musée possède aussi une collection d’arts et traditions populaires, témoins de la vie quotidienne et des petits métiers de la région : coiffes alsaciennes, outils de vignerons et de serruriers, plaques de cheminées, etc. L’histoire industrielle de la région de Guebwiller est évoquée une collection de métiers à tisser, d’affiches et d’échantillons textiles. Une collection de peinture et d’arts graphiques, majoritairement produits par des artistes de la région, complète cet ensemble.

## La visite du musée

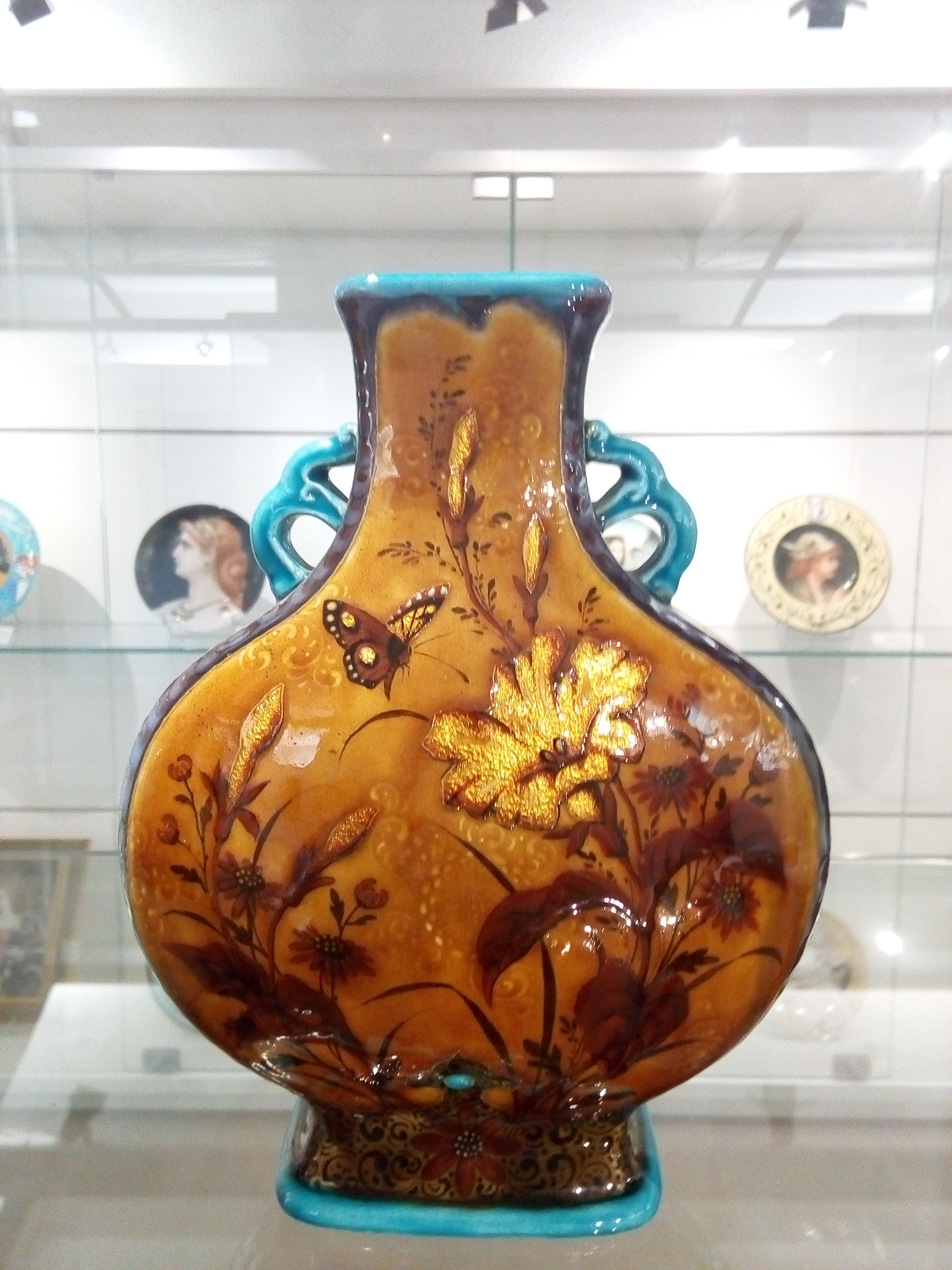
Théodore Deck, Vase bouteille à décor floral, dernier tiers du XIXe siècle, faïence, Guebwiller, musée Théodore-Deck

La visite du musée commence au sous-sol par des vestiges lapidaires provenant des édifices religieux de la région puis se poursuit par la collection de minéraux et une petite collection d’objets archéologiques.
Le premier étage accueille des expositions temporaires.
La collection de faïences de Théodore Deck est exposée aux deuxième et troisième étages du musée. Les deux décors muraux en faïence réalisés pour des villas d’industriels par Théodore Deck sont reconstitués au deuxième étage et proposent une expérience immersive aux visiteurs.
Le quatrième étage est consacré au patrimoine viticole et au développement de l’industrie textile dans la vallée du Florival.